# شیگرو اومبایاشی
شیگرو اومبایاشی (به ژاپنی: 梅林茂) (زادهٔ ۱۹ فوریه ۱۹۵۱) آهنگساز ژاپنی است.

## گزیده آثار
- و آنگاه - ۱۹۸۵
- شینشی دومی -۱۹۸۶
- بهشت هنگ کنگ - ۱۹۹۰
- هیبی - ۲۰۰۴
- مرد تنها - ۲۰۰۹